# 權正赫 (サッカー選手)
權正赫 (クォン・ジョンヒョク、ハングル: 권정혁、1978年8月2日 - ) は、大韓民国ソウル特別市出身のサッカー選手である。慶南FC所属。ポジションはゴールキーパー。

## 経歴
RoPsではレギュラーとして活躍し、2010年にVPSに移籍した。

## 個人成績(フィンランド)
| チーム | シーズン | リーグ戦 | リーグ戦 | カップ | カップ | 期間通算 | 期間通算 |
| チーム | シーズン | 出場     | 得点     | 出場   | 得点   | 出場     | 得点     |
| ------ | -------- | -------- | -------- | ------ | ------ | -------- | -------- |
| RoPs   | 2009     | 20       | 0        | 5      | 0      | 25       | 0        |
| VPS    | 2010     |          |          |        |        |          |          |
| 総通算 | 総通算   | 20       | 0        | 5      | 0      | 25       | 0        |